# Aphilopota fletcheri
Aphilopota fletcheri là một loài bướm đêm trong họ Geometridae.